# Alice Diop
Pour les articles homonymes, voir Diop.
Alice Diop, née en 1979 à Aulnay-sous-Bois est une réalisatrice franco-sénégalaise. Elle est l'auteure notamment de films documentaires de société.
En 2022, elle reçoit le grand prix du jury et le prix du premier film pour Saint Omer, sa première fiction, à la Mostra de Venise. En 2023, elle reçoit également le César du meilleur premier film pour Saint Omer.

## Biographie
Née à Aulnay-sous-Bois en 1979, fille de parents sénégalais, Alice Diop grandit jusqu'à l'âge de 10 ans dans la Cité des 3000. Elle se lance initialement dans des études d'histoire, puis s'inscrit à l'université d'Évry où elle obtient un DESS de sociologie visuelle.
Quinze ans après son départ d'Aulnay-sous-Bois, elle y revient pour filmer la diversité culturelle de son quartier d'enfance dans son premier documentaire La Tour du monde.
Son film Vers la tendresse est lauréat dans la catégorie du meilleur court métrage aux Césars 2017. Lors de la remise de son prix, Alice Diop le dédie aux victimes de violences policières, citant Zyed et Bouna, Théo et Adama Traoré.
Son film Nous, documentaire qui « dresse un portrait oblique de la France au miroir de la banlieue parisienne, (...) en suivant le tracé du RER B», remporte le prix du meilleur film de la section Encounters à la Berlinale 2021.
Elle préside le jury du prix Luigi De Laurentiis de la Mostra de Venise 2023.

### Militantisme
Elle est membre du collectif 50/50 qui a pour but de promouvoir l’égalité des femmes et des hommes et la diversité dans le cinéma et l’audiovisuel,.
Craignant l'arrivée de l'extrême-droite au pouvoir à la suite des élections législatives anticipées de juin et juillet 2024, la cinéaste a lancé en juin 2024 le collectif « Nous, on vote » pour mobiliser la jeunesse des quartiers populaires.

## Filmographie

### Films documentaires
- 2005 : La Tour du monde
- 2005 : Clichy pour l'exemple, 50 min
- 2007 : Les Sénégalaises et la Sénégauloise, 56 min
- 2011 : La Mort de Danton, 64 min[14]
- 2016 : La Permanence, 96 min
- 2016 : Vers la tendresse, 39 min
- 2017 : RER B (court métrage), 1min15
- 2021 : Nous, 114 min (sorti en salle)

### Fictions cinéma
- 2022 : Saint Omer

### Comme actrice
- 2015 : Mariannes noires de Mame-Fatou Niang et Kaytie Nielsen[15]

## Distinctions
- La Mort de Danton
  - 2011 : prix des bibliothèques au Cinéma du réel, Paris
  - 2011 : grand prix du 7e festival du film d'éducation d'Évreux
  - 2012 : Étoile de la SCAM
- La Permanence
  - 2016 : prix de l'institut français Louis Marcorelles au Cinéma du réel
- Vers la tendresse
  - 2016 : Festival du cinéma de Brive : Rencontres du moyen métrage, grand prix France
  - 2016 : Festival international de films de femmes de Créteil : prix du public, meilleur court métrage français et prix INA réalisatrice créative
  - 2016 : Festival Silhouette de Paris : prix du jury jeune et prix du jury documentaire
  - 2017 : César du meilleur court métrage
- Nous
  - 2021 : Berlinale : meilleur film de la section Encounters
  - 2023 : Lumière du meilleur documentaire
- Saint Omer
  - 2022 : Mostra de Venise : grand prix du jury et Lion du futur[16]
  - 2022 : Festival 2 Cinéma 2 Valenciennes : prix du jury
  - 2022 : Prix Jean-Vigo[17]
  - 2023 : Cesar du meilleur premier film